# مسجد ملاکربلاییعلی
مسجد ملا کربلائی علی مربوط به دوره پهلوی اول است و در تبریز، خیابان امام، خیابان تربیت، روبروی کوچه کرباسی واقع شده و این اثر در تاریخ ۱۸ اسفند ۱۳۸۷ با شمارهٔ ثبت ۲۵۱۹۲ به‌عنوان یکی از آثار ملی ایران به ثبت رسیده است.